# Communauté de communes Touraine Nord-Ouest
Die Communauté de communes Touraine Nord-Ouest ist ein ehemaliger französischer Gemeindeverband mit der Rechtsform einer Communauté de communes im Département Indre-et-Loire in der Region Centre-Val de Loire. Er wurde am 23. Dezember 1997 gegründet und umfasste 23 Gemeinden. Der Verwaltungssitz befand sich im Ort Cléré-les-Pins.

## Historische Entwicklung
Mit Wirkung vom 1. Januar 2017 fusionierte der Gemeindeverband mit der Communauté de communes du Pays de Bourgueil und bildete so die Nachfolgeorganisation Communauté de communes Touraine Ouest Val de Loire. Gleichzeitig wurden die Gemeinden Les Essards und Langeais zu einer Commune nouvelle gleichen Namens zusammengeschlossen.

## Ehemalige Mitgliedsgemeinden
1. Ambillou
2. Avrillé-les-Ponceaux
3. Braye-sur-Maulne
4. Brèches
5. Channay-sur-Lathan
6. Château-la-Vallière
7. Cinq-Mars-la-Pile
8. Cléré-les-Pins
9. Couesmes
10. Courcelles-de-Touraine
11. Les Essards
12. Hommes
13. Langeais
14. Lublé
15. Marcilly-sur-Maulne
16. Mazières-de-Touraine
17. Rillé
18. Saint-Laurent-de-Lin
19. Saint-Michel-sur-Loire
20. Saint-Patrice
21. Savigné-sur-Lathan
22. Souvigné
23. Villiers-au-Bouin